# Rödtjärnet
Rödtjärnet är en sjö i Arvika kommun i Värmland och ingår i Göta älvs huvudavrinningsområde. Sjön är 6 meter djup, har en yta på 0,037 kvadratkilometer och befinner sig 128 meter över havet.